# Araneus henanensis
Araneus henanensis är en spindelart som först beskrevs av Hu, Wang och Wang 1991.  Araneus henanensis ingår i släktet Araneus och familjen hjulspindlar. Inga underarter finns listade i Catalogue of Life.